# يوسف توتوح
يوسف توتوح (بالفرنسية: Youssef Toutouh)‏ مواليد 6 أكتوبر 1992 في كوبنهاغن، هو لاعب كرة قدم دانماركي يلعب مع نادي كوبنهاغن كلاعب وسط إلى غاية 30 يونيو 2018. مثّل منتخب الدنمارك لكرة القدم.
في يناير 2016، أعلن توتوح أنه قرر تمثيل المنتخب الوطني المغربي.

## المسيرة الاحترافية

### أندية لعب لها
- فيدوفري
- نادي كوبنهاغن
- نادي إيسبيرغ

## روابط خارجية
- يوسف توتوح على موقع قاعدة بيانات كرة القدم.إي يو (الإنجليزية)
- يوسف توتوح على موقع Soccerway.com (الإنجليزية)
- يوسف توتوح على موقع AS.com (الإسبانية)